# Mubadala World Tennis Championship 2016
Il Mubadala World Tennis Championship 2016 è stato un torneo esibizione di tennis disputato su campi in cemento. È stata la 8ª edizione dell'evento che si è svolto dal 31 dicembre al 2 gennaio 2016. Hanno partecipato sei giocatori fra i primi del mondo, con un montepremi in palio per il vincitore di 250.000 dollari. Il torneo si è svolto nel Abu Dhabi International Tennis Complex di Zayed Sports City ad Abu Dhabi negli Emirati Arabi Uniti. Questo è un torneo di preparazione all'ATP World Tour 2016.

## Partecipanti

### Teste di serie
| Nazionalità | Giocatore          | Ranking | Testa di serie* |
| ----------- | ------------------ | ------- | --------------- |
| Svizzera    | Stan Wawrinka      | 4       | 1               |
| Spagna      | Rafael Nadal       | 5       | 2               |
| Spagna      | David Ferrer       | 7       | 3               |
| Francia     | Jo-Wilfried Tsonga | 10      | 4               |
| Sudafrica   | Kevin Anderson     | 12      | 5               |
| Canada      | Milos Raonic       | 14      | 6               |

* Le teste di serie sono basate sul ranking al 21 dicembre 2015.

## Campione
Rafael Nadal ha battuto in finale  Milos Raonic con il punteggio di 7–6(2), 6–3.